# Bajardo
Bajardo (ligur nyelven Baiàrdo) egy olasz község a Liguria régióban, Imperia megyében.

## Földrajz
Hegyi község, amely légvonalban Ospedalettitől 11 és Sanremótól 10 km-re fekszik.A település a Tengeri-Alpok egy hegyére épült.Területén belül  1295 méternyi a magasságkülönbség. Imperiától 40 km-re találhatjuk.

## Látnivalók

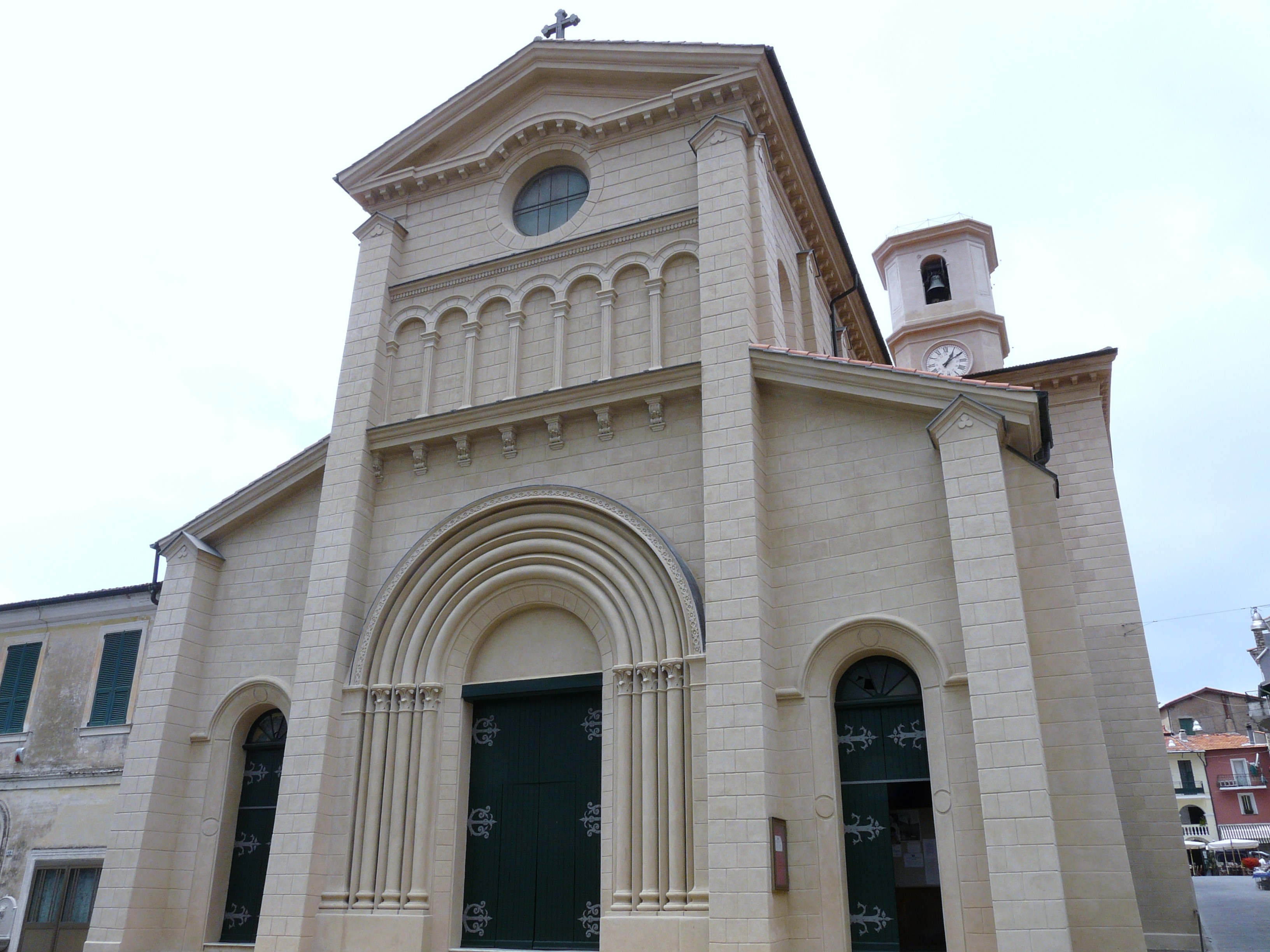
San Nicolò parókiatemplom

San Nicoló templom: az új parókiatemplom 1893-ban épült. A templom előtti térről pazar kilátás nyílik a Ligur-tengerre és a Tengeri-Alpokra.

## Gazdaság
A fő  bevételi forrás a mezőgazdaság.

## Közlekedés
Bajardo nem rendelkezik közvetlen autópálya-összeköttetéssel, de az A10 autópálya  Arma di Taggia  lehajtójáról elérhető. 

## Fordítás
- Ez a szócikk részben vagy egészben  a   Bajardo című olasz Wikipédia-szócikk fordításán alapul.  Az eredeti cikk szerkesztőit annak laptörténete sorolja fel. Ez a jelzés csupán a megfogalmazás eredetét és a szerzői jogokat jelzi, nem szolgál a cikkben szereplő információk forrásmegjelöléseként.